# .co
.co est le domaine de premier niveau national (country code top-level domain : ccTLD) réservé à la Colombie.
Cependant, l'autorité d'administration de ce domaine, .co Internet S.A.S. ayant adopté une politique très souple, l'utilisation en dehors du domaine national colombien s'est fortement développée. N'importe quel individu ou organisation dans le monde peut utiliser le domaine .co, si bien que, à la date de janvier 2018, plus de 3 millions de sites utilisent ce domaine au lieu de .com.
De ce fait, .co, en tant que domaine de premier niveau, est devenu le domaine préféré de nombreuses entreprises, start-ups, généralement innovantes, qui ne peuvent ou ne souhaitent pas utiliser le classique .com,.
.co est aussi fréquemment utilisé comme domaine de second niveau à l'intérieur d'un domaine national de premier niveau. Les noms de domaine se terminent alors par .co.xx, où xx est le ccTLD. Cela est dû au fait que certains organismes de régulation de l'Internet interdisent, sauf cas particuliers, l'enregistrement d'un nom de domaine se terminant directement par le ccTLD.
Exemples : .co.uk pour le Royaume-Uni ou .co.at pour l'Autriche.